# Echinococcosi policistica
L'echinococcosi (o idatidosi) policistica è un tipo di echinococcosi, quindi un'antropo-zoonosi parassitaria, causata dalla forma larvale di due specie di Echinococcus: Echinococcus vogeli ed Echinococcus oligarthrus. Viene detta anche echinococcosi neotropicale.

## Eziologia
Echinococcus vogeli e Echinococcus oligarthrus sono cestodi, ossia piccole tenie: il primo è lungo dai 4 ai 5 mm, il secondo dai 2 ai 3. Sono costituiti dallo scolice, con ventose e rostello di uncini, dal collo e da una quantità di proglottidi; dalle proglottidi gravide si liberano le uova. Essendo ermafroditi, ogni proglottide è dotata di un apparato genitale maschile e di uno femminile, tale da autofecondarsi. Le uova, del diametro di 30-40 µm, contengono ciascuna un embrione esacanto (oncosfera), e vengono eliminate con le feci dell'animale infestato.

## Epidemiologia
La malattia è presente esclusivamente nelle aree silvestri dell'America Latina, soprattutto in Amazzonia. L'Echinococcus vogeli ha un ciclo principalmente selvatico e include cani selvatici e domestici come ospiti definitivi, assieme a roditori sudamericani detti "paca" come ospiti intermedi della forma larvale. Gli ospiti definitivi dell'Echinococcus oligarthrus sono i felini selvatici (coguari, giaguari, ocelot).

## Patogenesi e anatomia patologica
Le larve di E.vogeli formano strutture policistiche, ripiene di liquido, che tendono a organizzarsi in conglomerati multiconcamerati e a invadere i tessuti, principalmente il fegato, ma anche altri organi addominali e toracici. Dalla vescicola primitiva si sviluppano altre vescicole, che proliferano al di fuori della membrana esterna, alla quale restano adese. La proliferazione esogena delle vescicole è una caratteristica unica dell'echinococcosi policistica. Successivamente, dalla membrana germinativa all'interno delle vescicole si ha una proliferazione esogena di cisti figlie, dalle quali si formano le capsule proligere che contengono i protoscolici.
Nuovi studi hanno rivisto la natura policistica delle lesioni causate da E.oligarthrus, che paiono essere invece unicistiche e crescere in modo concentrico.

## Clinica
- Forma da Echinococcus vogeli

La malattia clinicamente si presenta come una massa dolente in ipocondrio, associata a ittero, epatomegalia, astenia, calo ponderale: possono aversi complicanze suppurative (ascessi epatici, colangiti), ipertensione portale o fistolizzazioni in organi vicini. In una recente revisione dei casi in letteratura è stata proposta una classificazione clinica di queste forme.
- - Tipo I: malattia policistica del fegato e della cavità addominale (37% dei casi);
  - Tipo II: malattia policistica del fegato e della cavità addominale complicata da insufficienza epatica, con più alto tasso di mortalità (26% dei casi);
  - Tipo III: malattia policistica epatica e toracica (14% dei casi);
  - Tipo IV: malattia policistica del mesentere (16% dei casi);
  - Tipo V: malattia policistica calcifica del fegato e del polmone (4% dei casi).
- Forma da Echinococcus oligarthrus

Di queste forme in letteratura sono riportati solo tre casi: una di interessamento cardiaco e due di interessamento oculare. Un caso di questi ultimi si presentava come una massa cistica ovoidale, monolaterale, retro-bulbare, di 2cm circa di diametro. La cisti era localizzata nella porzione postero-temporale dell'orbita sinistra di un bimbo proveniente dal Suriname: era esordita con una congiuntivite ed era evoluta con comparsa di esoftalmo, chemosi, ptosi palpebrale e calo del visus.

## Diagnosi
La diagnosi definitiva è anatomo-patologica e parassitologica: l'E.vogeli si riconosce per la caratteristica forma e le dimensioni degli uncini dei protoscolici. La tomografia computerizzata delle forme epatiche mostra la presenza di una massa policistica con calcificazioni interne. In letteratura non sono pubblicati lavori su reperti ecografici di echinococcosi policistica, ma non c'è motivo di pensare che l'ecografia non si possa impiegare con successo nella diagnosi della malattia.

## Prognosi
L'evoluzione della malattia è per lo più benigna, a volte spontanea. Le forme da E.vogeli tipo II hanno la più alta mortalità, per insufficienza epatica.

## Terapia
La terapia è chirurgica: nei casi inoperabili si possono impiegare i farmaci benzimidazolici (mebendazolo e albendazolo), tuttavia con scarsi risultati.